# Liberty Ross
Liberty Lettice Lark Ross (* 1978 in London) ist ein britisches Model und Schauspielerin.

## Leben
Ross ist die Schwester der preisgekrönten Komponisten Atticus und Leopold Ross. Ihr Großvater war der Diplomat Miles Lampson, 1. Baron Killearn.
Im Alter von sieben Jahren ließ sich Ross von Norman Parkinson für eine Tiffany-Jewels-Kampagne ablichten. 1999 debütierte sie für Louis Vuitton in Paris auf dem Laufsteg.
Im Kriegsdrama War Requiem (1989) hatte Ross eine Rolle als Young Girl. Im Drama Thinly Veiled (2009) agierte sie in der Rolle der Shelby Sommer. Im Drama W.E. (2011) verkörperte sie die Rolle der Connie Thaw. Im Jahr darauf mimte sie im Fantasyfilm Snow White and the Huntsman die Queen Eleanor. 
Ross war von 2003 bis 2014 mit dem britischen Regisseur Rupert Sanders verheiratet, mit dem sie zwei Kinder hat.

## Filmografie (Auswahl)
- 1989: War Requiem
- 2009: Thinly Veiled
- 2011: W.E.
- 2012: Snow White and the Huntsman
- 2013: The Spirit Game (Kurzfilm)
- 2015: Sweetheart (Kurzfilm)
- 2020: Liberty (Kurzfilm)